# Bathypogon douglasi
Bathypogon douglasi là một loài ruồi trong họ Asilidae. Bathypogon douglasi được Hull miêu tả năm 1958. Loài này phân bố ở miền Australasia.